# Hasan Salama

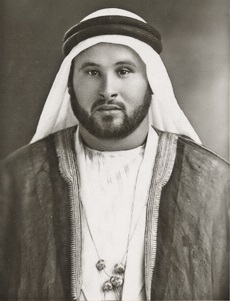
Hasan Salama in 1939

Hasan Salama of Hasan Salameh (Arabisch: حسن سلامة) (Qula nabij Ramla, 1913 - Ras al-Ein, 2 juni 1948) was een Palestijns nationalist en strijder die tijdens de Arabisch-Israëlische Oorlog van 1948 samen met Abd al-Qader al-Hoesseini het Leger van de Heilige Strijd (جيش الجهاد المقدس, Jaysh al-Jihad al-Muqaddas) leidde.

## Biografie

### Palestina

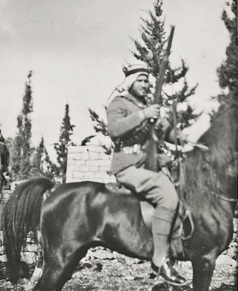
Salama tijdens de Arabisch-Palestijnse opstand in 1939

Salama werd in 1913, ten tijde van het Ottomaanse bewind over Palestina, geboren in de plaats Qula. Ten tijde van het Britse mandaat over Palestina was hij een van de Arabische bendeleiders die ten strijde trok tegen het Britse bestuur en tegen de Jisjoev, de Joodse bevolking van Palestina. Tijdens de Arabisch-Palestijnse opstand van 1936 tot 1939 was hij commandant van de Organisatie van de Heilige Strijd (Munazzamat al-Jihad al-Muqaddas) in het gebied rond Ramla en Lydda. In 1938 was hij verantwoordelijk voor een aanslag op de spoorlijn Lydda-Haifa. Aan het eind van de opstand, in oktober 1939, vluchtte Salama met de leider van de opstand, moefti Amin al-Hoesseini en andere leden van het Arabisch Hoger Comité via Beiroet en Damascus naar het Iraakse Bagdad.

### Irak en Nazi-Duitsland
In Irak kreeg Salama, samen met andere leden van het latere Leger van de Heilige Strijd, een militaire opleiding. In april 1941 steunde hij in Irak Rasjid Ali bij zijn pro-Duitse staatsgreep. Na het mislukken van deze staatsgreep vluchtte Salama, net als Al-Hoesseini, naar Nazi-Duitsland. Hier werd Salama de rechterhand van Al-Hoesseini. Salama kreeg in 1943 aan de Agentenschule West in het Catshuis in Den Haag een militaire training voor de buitenlandse inlichtendienst (Amt VI) van de Sicherheitsdienst. Onder de codenaam Operatie ATLAS werd hij samen met drie etnisch-Duitse en een Arabische Palestijn op 6 oktober 1944 gedropt boven Wadi Qelt in Palestina. De actie mislukte omdat zij de parachutes met voorraden niet konden verzamelen. Na de vondst van de parachutes wisten de Britten drie van de vijf parachutisten op te sporen, maar Salama wist zich schuil te houden. Het doel van de operatie was het leggen van radiocontact tussen Al-Hoesseini, die in Berlijn verbleef, en inwoners van Palestina en de bevoorrading van Arabische strijdgroepen met wapens teneinde sabotageacties tegen Joodse doelen uit te voeren.

### Arabisch-Israëlische strijd van 1947/1948
In 1947 werd Salama in de burgeroorlog die voorafging aan de Arabisch-Israëlische Oorlog van 1948 de tweede man in het Leger van de Heilige Strijd, na Abd al-Qader al-Hoesseini. Salama had de hand weten te leggen op Duitse wapens die na de opmars van het Afrikakorps in Egypte waren achtergebleven. Met deze wapens trachtte Salama op 8 december 1947 de wijk Hatikva in Tel Aviv aan te vallen. De Joodse Hagana had informatie gekregen dat de aanval op handen was en wist de aanval af te slaan. Salama verloor bij deze aanslag ongeveer honderd man. Op 22 januari 1948 kwam Salameh aan in Jaffa met veertig Bosnische strijders, waarschijnlijk veteranen van de SS-divisie die Amin al-Hoesseini in de Tweede Wereldoorlog had ondersteund. In februari werd Salama door het militaire comité van de Arabische Liga overgeplaatst naar Lydda. Een belangrijk deel van Salama's strijdgroep, zo'n 500 man, bestond uit Bosniërs, omdat lokale Arabieren zich afzijdig hielden van de strijd. Zijn strijdgroep was ook gespecialiseerd in het plaatsen van bermbommen.
Op 30 mei 1948 werd het strategisch gelegen Ras al-Ein door strijders van de Joodse strijdgroep Irgoen onder Menachem Begin aangevallen. Salama raakte gewond bij deze gevechten en overleed op 2 juni 1948.

## Familie
Hasan Salama was de vader van Ali Hassan Salameh, het hoofd van de Zwarte Septemberbeweging en het brein achter het bloedbad van München bij de Olympische Spelen van 1972.